# 가와유온센역
가와유온센역(일본어: 川湯温泉駅)은 일본 홋카이도 가와카미 군 데시카가정에 위치한 홋카이도 여객철도 센모 본선의 철도역이다. 역 번호는 B66이며, 상대식 승강장 2면 2선의 구조를 갖춘 지상역이다.

## 타는 곳
| 1    | ■ 센모 본선 | 상행                        | 미도리 · 시레토코샤리 · 아바시리 방면 |  |
| 하행 | ■ 센모 본선 | 마슈 · 시베차 · 구시로 방면 | (당 역 시발)                          |  |
| 2    | ■ 센모 본선 | 하행                        | 마슈 · 시베차 · 구시로 방면           |  |

## 역 주변
- 국도 제391호선
- 가와유 온천
- 굿샤로호

## 역사
- 1930년 8월 20일 : 일본국유철도의 가와유역으로서 개업. 일반역.
- 1936년 9월 25일 : 역사 개축.
- 1968년 7월 16일 : 미도리 역 간의 증기기관차 보조 기계 운용을 위해 전차대가 사용 휴지.
- 1979년 7월 15일 : 화물 취급 폐지.
- 1984년 2월 1일 : 소화물 취급 폐지.
- 1986년 11월 1일 : 역무원 배치 종료. 간이 위탁화.
- 1987년
  - 4월 1일 : 일본국유철도 분할 민영화에 의해, 홋카이도 여객철도가 승계.
  - 4월 10일 : 역 사무실 · 귀빈실을 개조해 레스토랑 '오처드 그래스' 개업.
- 1988년 3월 13일 : 가와유온센역으로 개칭.
- 1995년 3월 2일 : 간이 위탁 폐지, 완전 무인화.

## 인접 역
| 홋카이도 여객철도 센모 본선 | 홋카이도 여객철도 센모 본선 | 홋카이도 여객철도 센모 본선   |
| --------------------------- | --------------------------- | ----------------------------- |
| B 67 미도리 아바시리 방면   | ■ 센모 본선                 | 비루와 B 65 히가시쿠시로 방면 |